# ヒゲナガエビ

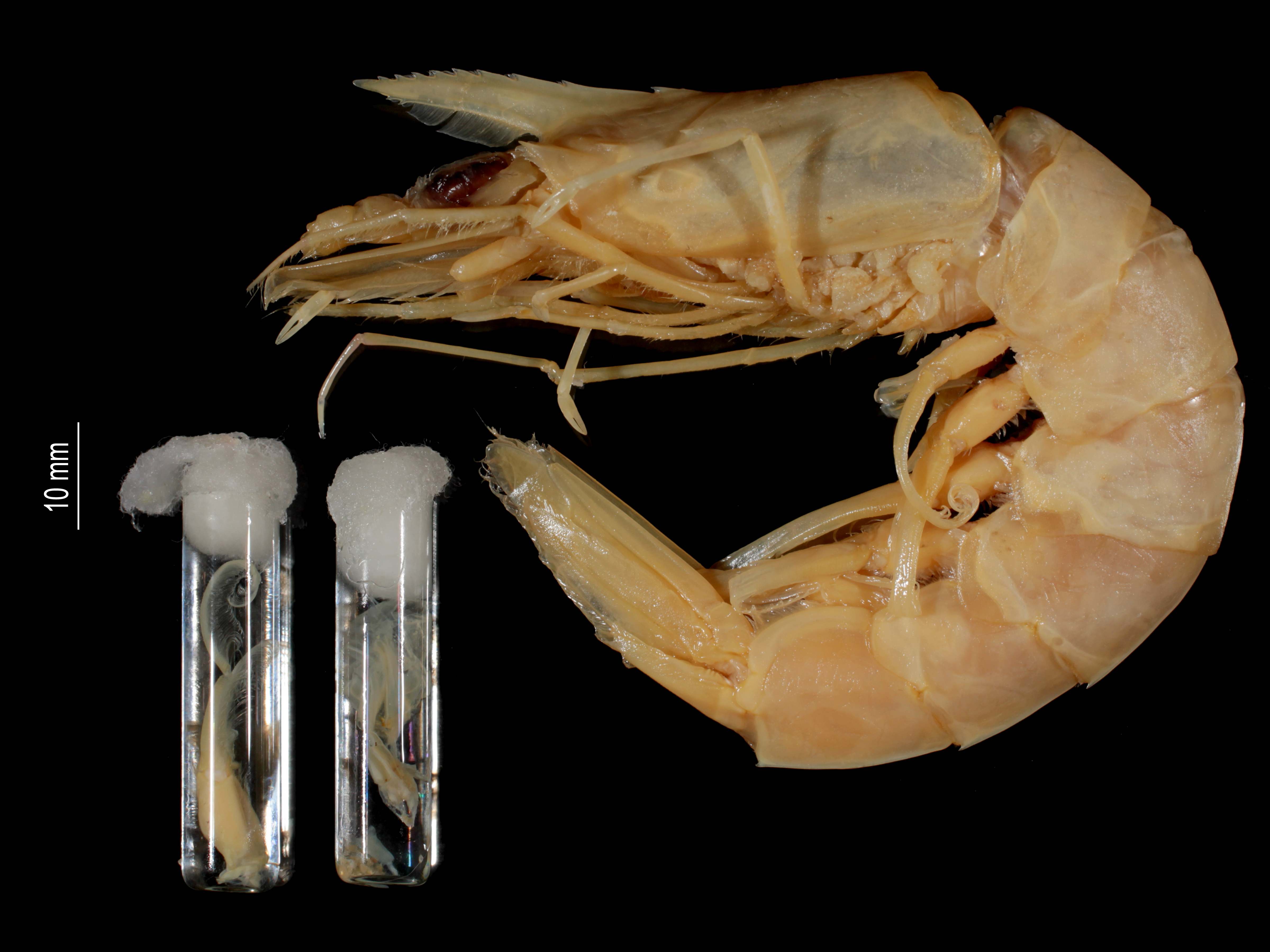
ヒゲナガエビ

ヒゲナガエビ（鬚長海老、学名：Haliporoides sibogae）は、クダヒゲエビ科に分類されるエビの1種。西太平洋熱帯域の深海に生息する大型のエビで、食用に漁獲される。他の深海性エビと同様アカエビ（赤海老）とも呼ばれる。

## 形態
成体の体長は15cmほどで、20cmに達するものもいる。体表は橙を帯びたピンク色で、短毛が密生しつやがない。和名通り第2触角が長く、体長の3倍以上もある。第1触角鞭2対も体長の半分ほどあり、計6本のひげが長く伸びる。額角は複眼より少し前に出る程度で、弧状に湾曲し、上縁に6 - 9個、下縁に1 - 3個の歯がある。5対の歩脚は後ろほど細長くなり、第5歩脚は体長より少し短いくらいの長さになる。
クダヒゲエビ科では「管鬚」の名の通り第1触角鞭の片方が太い管状になるが、ヒゲナガエビにはこの構造はない。ただし歩脚が後ろほど細長いのは他のクダヒゲエビ科にも共通する。

## 分布
駿河湾からオーストラリア南東部までの西太平洋熱帯域に広く分布し、水深200-600mの深海の砂底に生息する。日本では駿河湾、遠州灘、熊野灘、九州南西沖の東シナ海に多産する。

## 利用
主に深海底引き網で漁獲され、刺身、天ぷらなどで食用になる。深海性のエビの中では比較的漁獲量が多く、肉質も良いことから、漁獲地周辺では重要な食用種となっている。鹿児島県ではたかえびと称し、調理用の食材のほか、丸ごと焼いてから乾燥させ、雑煮や汁物の出汁として利用する。